# Аграновичи
Аграновичи — упразднённый хутор в Миллеровском районе Ростовской области России. На момент упразднения входил в состав Никольского сельсовета (в настоящее время территория Ольхово-Рогского сельского поселения). Упразднён в 1981 году

## География
Хутор располагался в вершине балки Тарадина, на расстоянии примерно 2,7 км к северо-востоку от хутора Тарадинка.

## История
По данным на 1926 год состоял из 19 хозяйств. В административном отношении входил в состав Никольско-Покровского сельсовета Криворожского района Донецкого округа Северо-Кавказского края.
Упразднён в 1981 году.

## Население
По данным переписи 1926 года на хуторе проживало 95 человек (39 мужчин и 56 женщин); из которых 99 % населения составляли немцы.